# Поспеловская
Поспеловская — деревня в Тарногском районе Вологодской области.
Входит в состав Заборского сельского поселения, с точки зрения административно-территориального деления — в Заборский сельсовет.
Расстояние по автодороге до районного центра Тарногского Городка — 16 км, до центра муниципального образования Красного — 9 км. Ближайшие населённые пункты — Сверчковская, Семеновская, Сенюковская, Ромашевский Погост.
По переписи 2002 года население — 44 человека (24 мужчины, 20 женщин). Всё население — русские.